# Prague 1
Prague 1, officiellement district municipal de Prague (Městská čast Praha 1), est une municipalité de second rang à Prague, en Tchéquie. Le district administratif (správní obvod) du même nom comprend la Staré Město et le Josefov (quartier juif), et une partie de Malá Strana, Nové Město, Hradčany, Holešovice et Vinohrady.
Prague 1 comprend la majeure partie du cœur médiéval de la ville. Tout Staré Město (la Vieille Ville) et Josefov (le quartier juif) se trouvent dans l'arrondissement, de même que la majeure partie des quartiers Malá Strana (le Petit Quartier), Hradčany et Nové Město (la Nouvelle Ville). De minuscules parties de Holešovice et de Vinohrady (l'Opéra d'État et le nouveau bâtiment du Musée national) complètent le district. Le quartier est resté intact depuis sa création en 1960.
La majeure partie de Prague 1 est classée au patrimoine mondial de l'UNESCO. Presque tous les sites touristiques majeurs de Prague, y compris le Château de Prague, la Place de la Vieille-Ville, le Pont Charles et le quartier juif mentionné plus haut, se trouvent dans le district. Le Parlement de la République tchèque et les bureaux du gouvernement se trouvent à Malá Strana, tandis que le bâtiment principal de l'Université Charles se trouve à Staré Město.
À la fin de l'année 2004, 32 552 personnes vivaient dans 18 821 maisons dans le district. Le quartier s'étend sur 5,53 kilomètres carrés (1 366,49275693 acre).
Une adresse à Prague 1 est considérée comme prestigieuse et l'immobilier y est le plus cher de la ville.

## Histoire

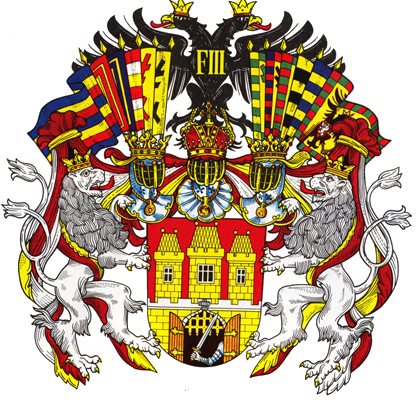
Blason de la capitale royale Prague.

Le 12 février 1784, les quatre villes indépendantes de la Vieille Ville, de la Nouvelle Ville, de Malá Strana et de Hradcany furent réunies par un décret Joseph II pour former la capitale royale de Prague (Královské hlavní město Praha). Quatre districts furent ainsi créés, désignés par des chiffres romains (I-IV). La ville de Joseph (Josefov) a été rattachée en 1850 en tant que cinquième (Vème) arrondissement. Malgré les nombreuses extensions successives de la zone urbaine, cette situation s'est maintenue jusqu'en 1949, date à laquelle un redécoupage complet a été effectué. La Vieille Ville, Malá Strana, la Cité de Joseph, une partie du Hradcany et Holešovices ont été réunis dans le nouvel arrondissement de Prague 1. Après une nouvelle réforme en 1960, l'arrondissement a pris sa forme actuelle.
L'arrondissement coïncide à peu près avec le cœur médiéval de la ville, inscrit au patrimoine mondial de l'UNESCO.

## Catégories connexes
- Districts de Prague